# 経師
経師（きょうし/きょうじ）は、
1. 古代日本において写経を業とした人。本項にて解説する。
2. 経巻の表装を業とする人。折本や巻物に仕立て、紐や軸を付けたりする職人。本項にて解説する。
3. 書画の幅または屏風、襖などを表装する職人。表具師。経具屋。表装師。表具を参照。
4. 経文を読誦・講説する師僧。

経師（きょうし/きょうじ）は、古代日本において経典の書写を業とした人。『日本書紀』によると、天武天皇2年（673年）の時に「書生」に初めて一切経を川原寺に写させたとある。『正倉院文書』には書師（てし）・経師・経生とも記されている。

## 奈良時代
古代日本の律令制下では、図書寮の写書手が写経を行っていた。『日本霊異記』にも民間の経師が見える話がある。
ただ、経師として知名度の高いものは、光明皇后の皇后宮職が経営していた写経所の経師であり、同所には校生・装潢・題師・瑩生・画師らも所属していた。当初の経師は他の官司から能書家の官人が召されたが、のちに里人も採用された。写書所1か月の最多延べ人数は天平勝宝2年（750年）4月の3,391人で、うち書生は2,557人であった。
書写量は一日で4から8張、食米は日別2升2合、布施は麁経論40帳に布1端、銭は1張につき5文とし、絁・綿で支給されることもあり、脱字は5字ごとに1文、行ごとに20文、誤写は5字ごとに1文減給された。特に堪能な経師は題師（布施は1巻に2文）を務めた。
また、写経所に勤務した官人や里人の勤務状態から、奈良時代当時の宗教や官人機構、農村生活を窺うことができる。

## 平安後期以降
奈良時代に経巻の表装作業（巻物にする作業）は装潢師が担当していたが、平安時代後期の12世紀になり、経師の仕事は経巻や巻子本の製本の作業が多くなり、それが経師の主な仕事に変貌していった。それと同時に経師は職人として独立し、江戸時代初期の17世紀の初めには巻子本だけではなく、冊子本の製本も行うようになり、屏風や襖なども表装したりする表紙の表具師の仕事も混在するようになってきた。
一方で、和本の冊子本の製本には表紙屋という専門職人が分化しており、経師は巻子本や巻物になり、表具師の仕事が加わっている。自宅で仕事をする「居職」で、経師屋というようになった。17世紀の初めには、京都で表具屋の巻物は使い物にならない、経師の表具は良くないという評価は存在していたが、次第に経師屋は、写経師の仕事よりも表具屋や唐紙師の仕事が主体になっていった。
当初は経師屋は特別な刃の小刀を道具として使っていたが、冊子本が多くなると、竹の弾力を利用して帖を圧搾する短い太い柱状の道具や、糊を入れる桶、または鉢や刷毛と金砂子を振りかけるときに使う水嚢（篩）などを使うようになった。また、技法は掛け物と同じであるが、糊は薄いものを使っている。裏打ち、仮張りをして定規をあてて紙切り包丁で裁ち、軸に巻きつけている。
経師の仕事は京都が中心で、経師仲間の長を大経師と言って、禁裏の注文に応じていた。また、暦の印刷・発行の特権を持ってもいた。